# Graptemys barbouri
Graptemys barbouri är en sköldpaddsart som beskrevs av  Archie Carr och Lewis J. Marchand 1942. Arten ingår i släktet sågryggar och familjen kärrsköldpaddor. IUCN kategoriserar Graptemys barbouri globalt som sårbar. Inga underarter finns listade i Catalogue of Life.

## Utbredning
Arten lever i floden Apalachicola och närliggande flodsystem i delstaterna Florida, Georgia och Alabama i sydöstra USA.

## Levnadssätt
Graptemys barbouri föredrar delar av fritt strömmande floder där det finns kalkstenshällar, vilka kan stödja stora populationer sniglar, men sköldpaddorna kan också hittas i kanaler med finkornig sand.
Arten är i huvudsak köttätande, ungdjuren och hannarna äter insekter och små sniglar, medan större honor skiftar diet bestående av mestadels sötvattenssniglar och ibland musslor.
Honorna lägger ägg mellan april och augusti, ungefär 7-10 ägg åt gången mellan tre och fem gånger per år.